# Antigua Línea 3 (TUVISA)
La antigua línea 3 de TUVISA de Vitoria unía el centro de la ciudad con el barrio obrero de Abetxuko.

## Características
Esta línea conectaba al centro de Vitoria con el norteño barrio de Abetxuko.
La línea dejó de estar en funcionamiento a finales de octubre de 2009, como todas las demás antiguas líneas de TUVISA, cuándo el mapa de transporte urbano en la ciudad fue modificado completamente.
Desde julio de 2009, y con la llegada del tranvía al barrio de Abetxuko, se suprimieron las paradas de 'Aguirrelanda, 5', 'Artapadura, 1', 'Portal Arriaga, 78', 'Portal Arriaga s/n (frente 78)', 'Portal Arriaga (frente gasolinera)' y 'Arriaga (Pueblo)'; pasándose la parada de regulación horaria a la parada de 'Portal Arriaga/Cementerio'. Para conectar al barrio de Abetxuko con su parada de tranvía, se mantuvo hasta septiembre de 2012, un servicio de Lanzadera que recorría el barrio con el mismo recorrido que realizaba la línea regular.

### Frecuencias
| de lunes a viernes laborables |        |
| 6:10, 7:00 desde Paz          |        |
| de 7:05 a 22:20               | 15 min |
| sábados laborables            |        |
| 7:05 desde Paz                |        |
| de 7:10 a 23:20               | 20 min |
| domingos y festivos           |        |
| 8:05 desde Paz                |        |
| de 8:10 a 22:20               | 20 min |
| laborables de agosto          |        |
| 7:05 desde Paz                |        |
| de 7:10 a 22:20               | 20 min |
| sábados de agosto             |        |
| 7:05 desde Paz                |        |
| de 7:10 a 23:20               | 20 min |
| domingos y festivos de agosto |        |
| 8:05 desde Paz                |        |
| de 8:10 a 22:20               | 20 min |

| de lunes a viernes laborables |        |
| 6:30; 7:00 desde La Presa     |        |
| de 7:05 a 22:20               | 15 min |
| sábados laborables            |        |
| 7:00 desde La Presa           |        |
| de 7:20 a 23:20               | 20 min |
| domingos y festivos           |        |
| 8:00 desde La Presa           |        |
| de 8:20 a 22:20               | 20 min |
| laborables de agosto          |        |
| 7:00 desde La Presa           |        |
| de 7:20 a 22:20               | 20 min |
| sábados de agosto             |        |
| 7:00 desde La Presa           |        |
| de 7:20 a 23:20               | 20 min |
| domingos y festivos de agosto |        |
| 8:00 desde La Presa           |        |
| de 8:20 a 22:20               | 20 min |

## Recorrido
La Línea comenzaba su recorrido en la Catedral (Calle Monseñor Estenaga). Giraba a la derecha por Luis Henitz, para después acceder a Ramiro de Maeztu y Domingo Beltrán. Tras girar primero a la derecha por Cofradía de Arriaga y después a la izquierda por el Portal de Arriaga, llegaba hasta la Calle Aguirrelanda, la cual abandonaba por la calle Artapadura para volver al Portal de Arriaga. Tras pasar el Río Zadorra, entraba a la calle La Presa, El Cristo, Los Nogales y por la Carretera de Abechuco, llegaba a la Plaza Venta La Caña, donde se encontraba la parada de regulación horaria.
Tras retomar el recorrido y cruzar el Río Zadorra, accedía a la Calle Portal de Arriaga, el cual abandonaba girando a la derecha por la Calle Venezuela. Tras girar a la izquierda, entraba a la Calle Paraguay, Gorbea y Sancho el Sabio. En la Plaza de Lovaina, giraba a la izquierda por Magdalena. Rodeaba el centro de la ciudad por la Calle Prado, Plaza de la Virgen Blanca, Calle Mateo Moraza, Calle Olaguíbel, Calle Paz, Calle Independencia, Calle General Álava y Calle Becerro de Bengoa llegaba al punto inicial de la línea.

## Paradas
| KBHFa |

| HST |

| HST |

| HST |

| HST |

| HST |

| HST |

| HST |

| HST |

| hKRZWae |

| HST |

| HST |

| HST |

| BHF |

| hKRZWae |

| HST |

| HST |

| HST |

| HST |

| HST |

| HST |

| HST |

| HST |

| HST |

| HST |

| HST |

| KBHFe |

| KBHFa |

| HST |

| HST |

| HST |

| HST |

| HST |

| HST |

| HST |

| HST |

| hKRZWae |

| HST |

| HST |

| HST |

| BHF |

| hKRZWae |

| HST |

| HST |

| HST |

| HST |

| HST |

| HST |

| HST |

| HST |

| HST |

| HST |

| HST |

| KBHFe |

| KBHFa |

| HST |

| HST |

| HST |

| HST |

| HST |

| HST |

| HST |

| HST |

| hKRZWae |

| HST |

| HST |

| HST |

| BHF |

| hKRZWae |

| HST |

| HST |

| HST |

| HST |

| HST |

| HST |

| HST |

| HST |

| HST |

| HST |

| HST |

| KBHFe |

| KBHFa |

| HST |

| HST |

| HST |

| HST |

| HST |

| HST |

| HST |

| HST |

| hKRZWae |

| HST |

| HST |

| HST |

| BHF |

| hKRZWae |

| HST |

| HST |

| HST |

| HST |

| HST |

| HST |

| HST |

| HST |

| HST |

| HST |

| HST |

| KBHFe |